# Aéroport W. H. Bramble

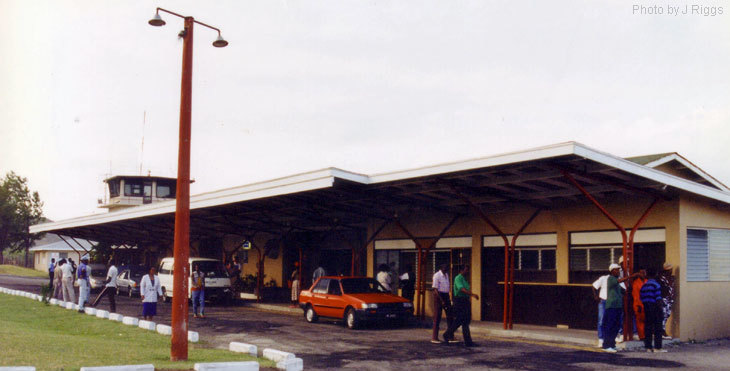
Airport Terminal en 1994

L'aéroport W. H. Bramble est l'ancien aéroport de Montserrat, enseveli depuis 1995 sous la lave et les cendres lors de l'éruption de la Soufrière en juin 1995.